# Zebrias quagga
 Zebrias quagga és un peix teleosti de la família dels soleids i de l'ordre dels pleuronectiformes que es troba des de les costes del Mar Roig i del Golf Pèrsic fins a Malàisia, Tailàndia, Xina i Austràlia.